# New Rose Hotel (racconto)
New Rose Hotel è un racconto di fantascienza cyberpunk di William Gibson, pubblicato nel 1984.
Da esso è stato liberamente tratto un film omonimo nel 1998.

## Storia editoriale
Il racconto, del filone cyberpunk, venne pubblicato nel 1984 nel numero di luglio della rivista Omni e successivamente nel 1986 nell'antologia di Gibson La notte che bruciammo Chrome (Burning Chrome).
Il racconto, come i precedenti Johnny Mnemonico (1981) e La notte che bruciammo Chrome (1981), è narrato in prima persona in uno stile che ricorda i racconti hard boiled degli anni 1930 ed è ambientato nello stesso scenario narrativo in cui si svilupperanno i successivi romanzi appartenenti alla Trilogia dello Sprawl.

## Trama
(William Gibson, New Rose Hotel)
In un prossimo futuro la società è dominata dalle multinazionali, le "zaibatsu", che ingaggiano cruente guerre commerciali per conquistare l'egemonia sui mercati e annientare i concorrenti. In questo scenario i ricercatori più prolifici sono merce preziosa e vengono difesi con la forza dagli "estrattori", ossia degli agenti che dietro pagamento pianificano e facilitano il transito di dipendenti da una all'altra multinazionale, aggirando gli ostacoli frapposti e la stretta sorveglianza. Fox e il narratore, che non rivelerà il suo nome, hanno pianificato l'estrazione di un geniale biologo, Hiroshi Yomiuri, sotto contratto per la Maas Biolabs GmbH ma voluto dalla più potente tra le zaibatsu, l'Hosaka. I due assoldano una prostituta, Sandii, che prende contatto con il biologo a Berlino e lo irretisce per convincerlo a disertare. Il piano riesce e Yomiuri sparisce a Vienna, sotto gli occhi della sicurezza della Maas Biolabs per riapparire, come in un gioco di prestigio, nei laboratori dell'Hosaka a Marrakech grazie alla collaborazione di un complice portoghese a Medina.
Improvvisamente lo scienziato muore a causa di una febbre cerebrale indotta da un virus artificiale dalla Maas Biolabs e introdotto nei laboratori dell'Hosaka dalla stessa Sandii. Con il biologo muoiono anche tutti i maggiori talenti dell'Hosaka, con grande vantaggio della Maas. Rendendosi conto di essere stati traditi da Sandii, nel frattempo dileguatasi, Fox e il narratore fuggono mentre i loro conti bancari vengono azzerati dall'Hosaka per ritorsione. Fox viene assassinato mentre il narratore, innamorato di Sandii, si rifugia nel New Rose Hotel nei pressi dell'aeroporto internazionale di Narita, braccato dai killer dell'Hosaka, aspettando inutilmente l'arrivo della donna.

## Personaggi
SandiiScaltra e affascinante mercenaria. Finge di collaborare con Fox e con il narratore per gli scopi dell'Hosaka, ma ha messo in piedi un doppio gioco a vantaggio della Maas Biolabs.
Il narratoreDi lui non si conosce il nome. Innamorato di Sandii, nonostante il suo tradimento. La aspetta inutilmente nel New Rose Hotel nei pressi dell'aeroporto internazionale di Narita, braccato dai killer dell'Hosaka.
Foxprofessionista dell'estrazione di talenti. Muore assassinato dall'Hosaka, come ritorsione per il presunto tradimento.
Hiroshi YomiuriTalentuoso biologo sotto contratto per la Maas Biolabs. Diserta a vantaggio della concorrenza, ma muore ucciso dalla stessa Maas.

## Opere derivate
Dal racconto il regista Abel Ferrara ha tratto il film omonimo uscito nelle sale nel 1998. La sceneggiatura è stata scritta ampliando notevolmente la trama del racconto e ha introdotto alcune differenze rispetto all'opera originaria.

## Edizioni
- William Gibson, New Rose Hotel, pubblicato in (EN) AA.VV., Omni, giugno 1984.
- (EN) William Gibson, Burning Chrome, 1ª ed., Arbor House, 1986,  p. 200, ISBN 0-87795-780-0.
- William Gibson, La notte che bruciammo Chrome, traduzione di Delio Zinoni, prefazione di Bruce Sterling, Urania n. 1110, Arnoldo Mondadori Editore, 1989,  p. 176.
- William Gibson, New Rose Hotel, pubblicato in  AA.VV., Astragalo n° 20, traduzione di Luca Musso e Carmen Nicosia, L'arciere, 1989.
- William Gibson, La notte che bruciammo Chrome, Piccola biblioteca Oscar Mondadori, Mondadori, 1999, ISBN 88-04-47137-9.